# Jeanne Ashworth
Jeanne Ashworth (Burlington (Vermont), 1 de julio de 1938 - Wilmington (Nueva York), 4 de octubre de 2018 ) fue una patinadora estadounidense especialista en patinaje de velocidad sobre hielo que ganó medalla de plata en los Juegos Olímpicos de Squaw Valley 1960 en 500 metros. Durante finales de los 50 y principios de los 60, cuando Ashworth estaba en el cénit de su carrera, ganó 11 campeonatos nacionales.

## Resultados olímpicos
| Evento  | Resultado | Fecha     | Lugar        |
| ------- | --------- | --------- | ------------ |
| 500 m   | 46.1      | 20-2-1960 | Squaw Valley |
| 1,000 m | 1.36.5    | 22-2-1960 | Squaw Valley |
| 1,500 m | 2.33.7    | 21-2-1960 | Squaw Valley |
| 3,000 m | 5.28.5    | 23-2-1960 | Squaw Valley |
| 500 m   | 46.2      | 30-1-1964 | Innsbruck    |
| 1,000 m | 1.38.7    | 1-2-1964  | Innsbruck    |
| 3,000 m | 5.30.3    | 2-2-1964  | Innsbruck    |
| 1,000 m | 1.34.7    | 11-2-1968 | Grenoble     |
| 1,500 m | 2.30.3    | 10-2-1968 | Grenoble     |
| 3,000 m | 5.14.0    | 12-2-1968 | Grenoble     |

## Récords
| Distancia | Tiempo | Fecha Ciudad |                  |
| --------- | ------ | ------------ | ---------------- |
| 500 m     | 44.4   | 29-12-1963   | Colorado Springs |
| 1,000 m   | 1.34.7 | 11-2-1968    | Grenoble         |
| 1,500 m   | 2.30.3 | 10-2-1968    | Grenoble         |
| 3,000 m   | 5.14.0 | 12-2-1968    | Grenoble         |